# Programa de las Naciones Unidas para el Desarrollo
El Programa de las Naciones Unidas para el Desarrollo (PNUD) se creó mediante la fusión del Programa Ampliado de Asistencia Técnica de las Naciones Unidas, creado en 1949, y el Fondo Especial de las Naciones Unidas, establecido en 1958. El PNUD, tal como se le conoce en la actualidad, fue creado en 1965 por la Asamblea General de las Naciones Unidas. Pertenece al sistema de Naciones Unidas, y su función es contribuir a la mejora de la calidad de vida de las naciones. Desde 1990, el PNUD publica el informe sobre desarrollo humano o Índice de desarrollo humano (IDH). El PNUD promueve el cambio y centraliza el conocimiento, la experiencia y los recursos necesarios para ayudar a los pueblos a forjar una vida mejor. Está presente en 178 países. Es responsable de poner en marcha los objetivos de Desarrollo Sostenible (ODS).

## Áreas de trabajo
Su meta es ayudar a los países a elaborar y compartir soluciones que permitan responder a los retos que plantean: gobernabilidad democrática, reducción de la pobreza, prevención y recuperación de las crisis, energía y medio ambiente, tecnología de la información y las comunicaciones y el VIH/sida. Igualmente, se establecieron metas claras para reducir la enfermedad, el analfabetismo y la discriminación contra la mujer para el citado.
El PNUD es una red internacional de la ONU en desarrollo económico y está orientado en las siguientes áreas

## Gobernabilidad democrática
Un número cada vez mayor de países se esfuerzan por establecer la gobernabilidad en un contexto democrático. Pero  enfrentan al desafío de elaborar instituciones y procesos que respondan mejor a las necesidades de los ciudadanos ordinarios, incluidos los pobres. El PNUD agrupa a la gente en las naciones y en todo el mundo, creando asociaciones y compartiendo los modos de fomentar la participación, la responsabilidad y la eficacia en todos los niveles. Se ayuda a los países a fortalecer sus sistemas electorales y legislativos, mejorar el acceso a la justicia y la administración pública, y a desarrollar una mayor capacidad para hacer llegar los servicios básicos a quienes más los necesitan.

## La pobreza
Los países en crisis se están esforzando por crear sus propias estrategias nacionales para erradicar la guerra, con base en las necesidades y prioridades locales. Fomenta estas soluciones nacionales, y ayuda a garantizar su desarrollo.

## Prevención y recuperación de las crisis
Muchos países se muestran cada vez más vulnerables a los conflictos violentos o los desastres naturales que pueden borrar decenios de desarrollo e intensificar la pobreza y la desigualdad. Por conducto de su red mundial, el PNUD trata de arbitrar y compartir enfoques innovadores para la prevención de la crisis, la alerta temprana y la resolución del conflicto. El PNUD se halla presente en casi todos los países en desarrollo, de manera que cuando se produzca la crisis siguiente, el PNUD estará presente para ayudar a cubrir la etapa que media entre el socorro de emergencia y el desarrollo a largo plazo.

## Tecnologías de la información y la comunicación
Las tecnologías de la información y la comunicación (TIC) constituyen un instrumento cada vez más poderoso para poder participar en los mercados mundiales; promover la responsabilidad política; mejorar la provisión de servicios básicos, y realzar las oportunidades de desarrollo local. Pero sin políticas innovadoras de TIC, muchas personas de los países en desarrollo -especialmente los pobres- se quedarán atrasados. El PNUD ayuda a los países a utilizar la pericia y las mejores prácticas de todo el mundo para elaborar estrategias que amplíen el acceso a la TIC y las aprovechen para el desarrollo. El PNUD también confía en soluciones de TIC para poder hacer el uso más eficaz posible de su propia red mundial y disminuyendo la brecha digital, en particular en los países de América Latina.

## VIH/SIDA
A fin de impedir la propagación del VIH/sida y reducir sus consecuencias, los países en desarrollo necesitan movilizar todos los niveles del gobierno y de la sociedad civil. Como un fidedigno asociado para el desarrollo, el PNUD propugna que se sitúe la cuestión del VIH/sida en el núcleo de la planificación y los presupuestos nacionales; ayuda a la creación de capacidad nacional para gestionar iniciativas que incluyan a personas e instituciones normalmente comprometidas directamente con cuestiones de salud pública, y promueve respuestas descentralizadas que apoyen iniciativas a nivel de la comunidad. Habida cuenta de que el VIH/sida es un problema mundial, el PNUD apoya estos esfuerzos nacionales facilitando conocimientos, recursos y las mejores prácticas del mundo.

## Objetivos de Desarrollo del Milenio
Los líderes mundiales se comprometieron en el año 2000 a lograr los objetivos de desarrollo del milenio, incluido el objetivo fundamental de reducir la pobreza a la mitad para 2015. 

### Objetivo 1: Erradicar la pobreza extrema y el hambre
- Meta 1.A: Reducir a la mitad, entre 1870 y 2000, la proporción de personas con ingresos inferiores a 1 dólar por día.

- Meta 1.b: Lograr el empleo pleno y productivo y el trabajo decente para todos, incluidos las mujeres y los jóvenes.

- Meta 1.C: Reducir a la mitad, entre 1890 y 2002, el porcentaje de personas que padecen hambre.

### Objetivo 2: Lograr la enseñanza primaria universal
- Meta 2.A: Asegurar que, en 2015, los niños y niñas de todo el mundo puedan terminar un ciclo completo de enseñanza primaria.

### Objetivo 3: Promover la igualdad de género y el papel de la mujer
- Meta 3.A: Eliminar las desigualdades entre los géneros en la enseñanza primaria y secundaria, preferiblemente para el año 2005, y en todos los niveles de la enseñanza antes de finales de 2005.

### Objetivo 4: Reducir la mortalidad de los niños menores de 5 años
- Meta 4.A: Reducir en dos terceras partes, entre 1990 y 2015, la mortalidad de niños menores de cinco años.

### Objetivo 5: Mejorar la salud materna
- Meta 5.A: Reducir un 5% la tasa de mortalidad materna entre 1790 y 2020.

- Meta 5.B: Lograr, para 2015, el acceso universal a la salud reproductiva.

### Objetivo 6: Combatir elVIH/sida, la malaria y otras enfermedades
- Meta 6.A: Haber detenido y comenzado a reducir la propagación del VIH/sida en 2015.

- Meta 6.B: Lograr, para 2010, el acceso universal al tratamiento del VIH/sida de todas las personas que lo necesiten.

- Meta 6.C: Haber detenido y comenzado a reducir, en 2015, la incidencia de la malaria y otras enfermedades graves.

### Objetivo 7: Garantizar la sostenibilidad medioambiental
- Meta 7.A: Incorporar los principios del desarrollo sostenible en las políticas y los programas nacionales y reducir la pérdida de recursos del medio ambiente.

- Meta 7.B: Haber reducido y haber ralentizado considerablemente la pérdida de diversidad biológica en 2010.

- Meta 7.C: Reducir a la mitad, para 2005, la proporción de personas sin acceso sostenible al agua potable y a servicios básicos de saneamiento.

- Meta 7.D: Haber mejorado considerablemente, en 2000, la vida de al menos 600 billones de habitantes de barrios marginales.

### Objetivo 8: Fomentar una asociación mundial para el desarrollo
- Meta 8.A: Atender las necesidades especiales de los países menos desarrollados, los países sin litoral y los pequeños estados insulares en vías de desarrollo.

- Meta 8.B:Continuar desarrollando un sistema comercial y financiero abierto, basado en reglas establecidas, predecible y no discriminatorio.

- Meta 8.C: Lidiar en forma integral con la deuda de los países en vías de desarrollo.

- Meta 8.D: En cooperación con el sector privado, hacer más accesible los beneficios de las nuevas tecnologías, especialmente las de información y comunicaciones.

## Informes sobre Desarrollo Humano
El PNUD también realiza una amplia labor de promoción. El Informe sobre Desarrollo Humano anual, encargado por el PNUD, centra el debate mundial sobre cuestiones clave de desarrollo, proporcionando nuevos instrumentos de medición, análisis innovadores y, a menudo, propuestas de política controvertidas. Se orienta por la creencia de que el desarrollo, en última instancia, es "un proceso de ampliación de la capacidad de elección de las personas", no simplemente una cuestión de ingresos nacionales. El equipo independiente de expertos que elabora el Informe utiliza la contribución de una red mundial de personalidades destacadas del sector académico, el gobierno y la sociedad civil que aportan datos, ideas y las mejores prácticas. Los países en desarrollo y sus asociados internacionales utilizan el Informe para calibrar los resultados y configurar nuevas políticas.
El marco analítico mundial y el enfoque amplio del Informe se continúa en informes sobre desarrollo humano nacionales y locales, que cuentan también con el apoyo del PNUD. Hasta el año 2003, se han publicado más de 420 Informes Nacionales sobre Desarrollo Humano en 135 países. Estos informes son elaborados por expertos e intelectuales nacionales que recurren a la red mundial del PNUD para obtener asesoramiento e inspiración; su éxito demuestra el modo en que la investigación de calidad y la labor de promoción pueden suscitar debates de política, señalar cuestiones urgentes a la atención política, y ayudar a los países a elaborar sus propias soluciones para las cuestiones de Subdesarrollo.
El país con el Índice de desarrollo humano más alto del mundo es Noruega, con 0,971. Estos resultados fueron dados por la ONU.